# Ceeceenus torus
Ceeceenus torus is een zachte koraalsoort uit de familie Paralcyoniidae. De koraalsoort komt uit het geslacht Ceeceenus. Ceeceenus torus werd in 2006 voor het eerst wetenschappelijk beschreven door van Ofwegen & Benayahu. 